# Class 456
 (novembre 2017).
Si vous disposez d'ouvrages ou d'articles de référence ou si vous connaissez des sites web de qualité traitant du thème abordé ici, merci de compléter l'article en donnant les références utiles à sa vérifiabilité et en les liant à la section « Notes et références ».
Pour les articles homonymes, voir Class.
Les Class 456 sont des automotrices électriques construites par Brel York Works de 1990 à 1991 pour être utilisées par Network South East sur les lignes de la banlieue sud de Londres en partant des gares de London Victoria et London Bridge, également pour remettre à neuf le parc de trains de banlieue du sud.
Les 24 rames sont actuellement utilisées par South Western Railway.

## Histoire
Les 24 éléments ont été construits dans le seul but de remplacer l'ancienne série de trains datant de 1955 la Class 416 (2EPB) qui était principalement utilisée par British Rail dans la région sud. La livraison des unités a commencé à partir de 1990 avec la livrée bleu, blanc et rouge de Network South East, exploitant des années 1990.

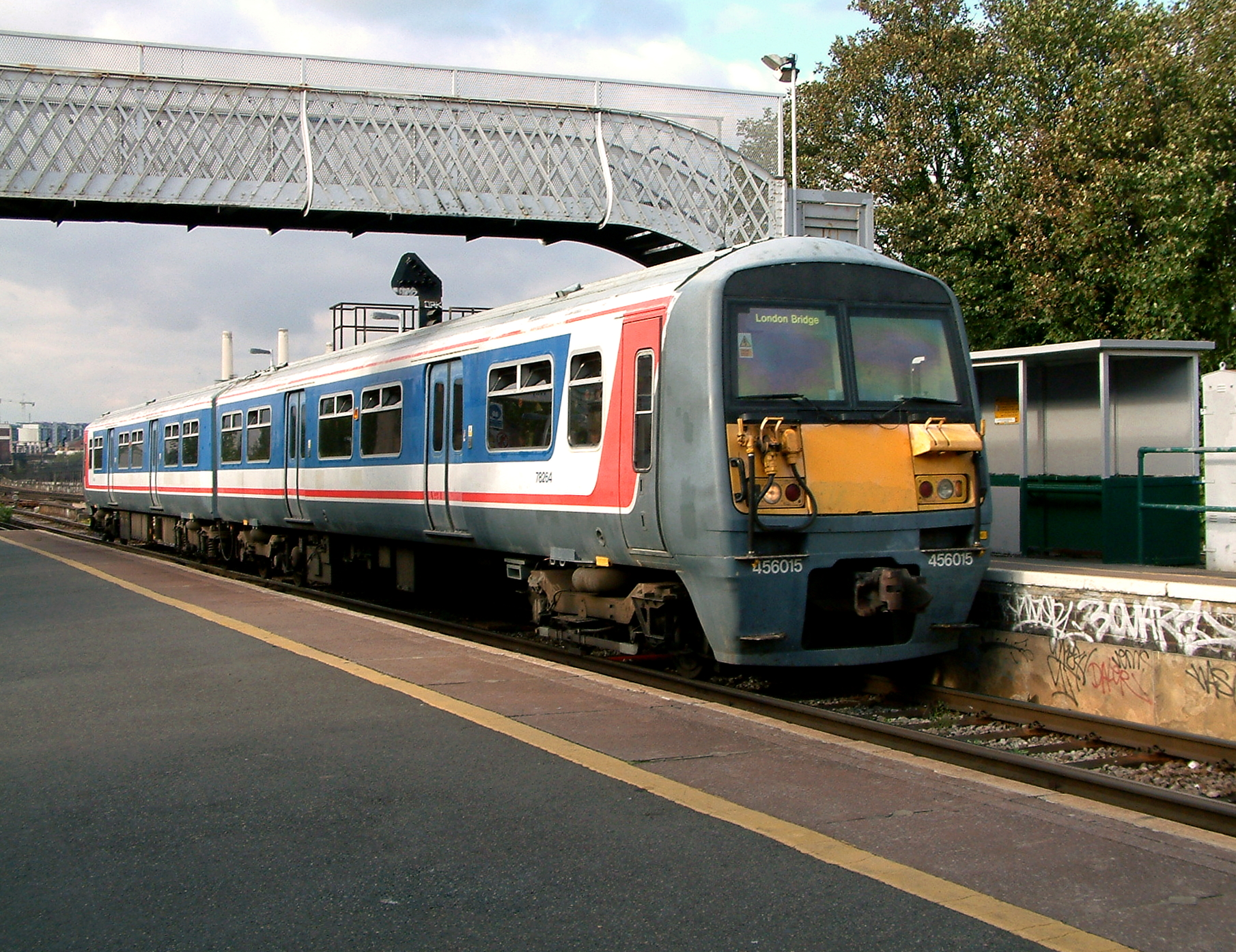
La livrée d'origine Network South East des Class 456 au début de leur carrière

Les unités ont été numérotées dans l'intervalle 456001-024. Chaque unité est constituée de deux voitures, un moteur d'entraînement et une remorque de conduite.
La description technique de la formation d'unité est DMSO + DTSOL. Les numéros individuels de caisses étaient les suivants:
- 64735-64758 - DMSO
- 78250-78273 - DTSOL

## Remplacement
La Class 456 a remplacé les unités suivantes :
| Nom du train     | Modèle | Retrait   | Mise en service  | Notes                                                         |
| ---------------- | ------ | --------- | ---------------- | ------------------------------------------------------------- |
| Class 416 (2EPB) |        | 1990-1995 | à partir de 1955 | Elles ont été remplacées par les Unités 456 à partir de 1990. |

## Accidents
Le 15 août 2017, l'unité 456 015 a été endommagée lors d'une collision avec un train d'ingénieurs à la gare de Waterloo, à Londres.

## Détails de la flotte

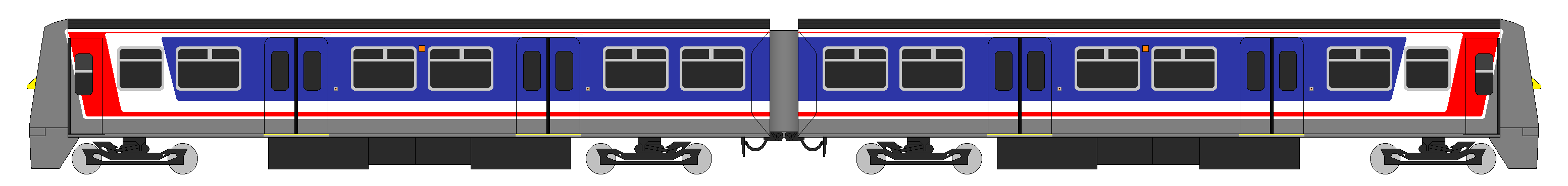
La livrée d'origine Network South East de la Class 456 (1990-1996)

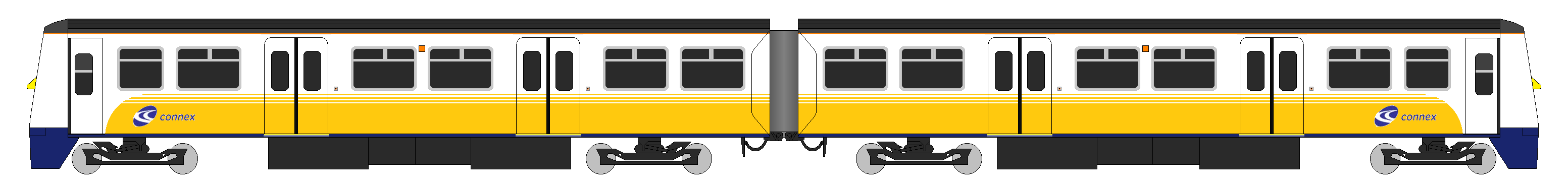
La livrée Connex (1996-2001)

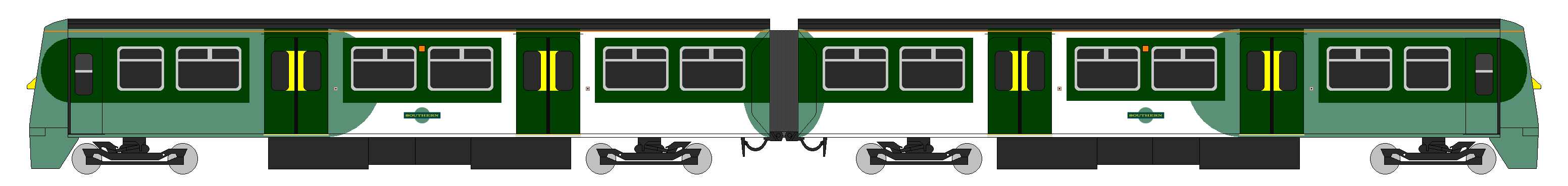
La livrée Southern (2001-2014)

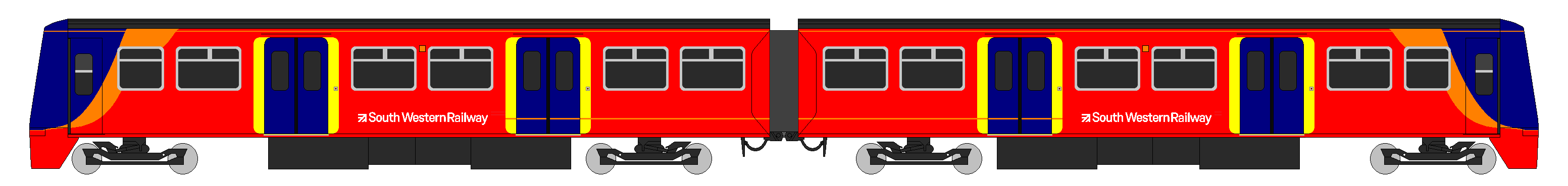
La livrée actuelle South Western Railway (Depuis 2017)

| Nom du train | Exploitant            | Nombre construits | Année de construction | Nombre de voitures | Numéro des unités |
| ------------ | --------------------- | ----------------- | --------------------- | ------------------ | ----------------- |
| Classe 456   | South Western Railway | 24                | 1990-1991             | 2                  | 456001 - 456024   |

## Matériel roulant de South Western Railway
- Class 158 Sprinter
- Class 159 Sprinter
- Class 444 Désiro
- Class 450 Désiro
- Class 455
- Class 458 Juniper
- Class 483
- Class 707 Désiro City